# Toe (banda)
Toe es una banda de rock japonesa. A pesar de que se la menciona entre los círculos del post-rock, sus estructuras de sonido y dinámicas son muy similares a las de los artistas del llamado math rock. 
Toe está compuesto por Kashikura Takashi en las baterías, Mino Takaaki en la guitarra, Yamane Satoshi en el bajo, y Yamazaki Hirokazu en la guitarra. Toe ha tocado formalmente con sus integrantes desde su comienzo en 2000. 
La gran mayoría de su música es instrumental y también es conocida por sus formatos de guitarra limpia y melódica. Además, las composiciones tienen la repetición de los típicos temas del rock, pero con el uso de sutiles cambios en la batería y el ritmo para hacer un sonido único. La banda ha cambiado su sonido sobre su tenencia musical incorporando guitarras acústicas, piano rhodes, y vibráfonos en sus más recientes lanzamientos.

## Discografía
- Pele / toe (Dis(ign) Muzyq [JP], 2002 & Polyvinyl Records [US] 2004) split EP
- Songs, Ideas We Forgot (Catune, 2003; Machu Picchu, 2012)
- Re:designed (Catune, 2003) [remix álbum]
- The Book About My Idle Plot on a Vague Anxiety (Catune, 2005; Machu Picchu, 2012; White Noise Records HK, 2012)
- New Sentimentality EP (Machu Picchu, 2006)
- New Sentimentality "Tour Edition" (White Noise Records HK, 2008) Enhanced CDEP Limited to 1000
- For Long Tomorrow (White Noise Records HK, 2009)
- Toe/Collection of Colonies of Bees (Contrarede, 2009) EP
- The Future Is Now EP (Machu Picchu, 2012; White Noise Records HK, 2012; Topshelf Records 2012)
- Hear You (2015)
- Our Latest Number (2018)
- NOW I SEE THE LIGHT (2024)

- Datos: Q1157026
- Multimedia: Toe / Q1157026